# マゼル・ニューエン
マルセル・ニューエン（Marcel Nguyen, ベトナム語：Marcel Văn Minh Phúc Long Nguyễn、漢字転写：阮文明福龍Marcel、1987年9月8日 - ）は、ドイツ、ミュンヘン生まれの男子体操競技選手。父はベトナム人、母はドイツ人。スポーツギムナジウム卒業後は、ドイツ連邦軍のスポーツ振興グループに所属。
2007年世界体操競技選手権では団体総合銅メダルを獲得、2008年の北京オリンピック代表に20歳で選ばれ、男子団体総合4位となった。2011年世界体操競技選手権では男子個人総合8位となった。2012年のロンドンオリンピックでは体操男子個人総合と個人平行棒で銀メダルを獲得した。
最大の見どころは、世界でもほとんど実施する選手のいない平行棒のG難度の下り技「ヒロユキ・カトウ（後方かかえ込み2回宙返り1回ひねり下り）」である。
ロンドン五輪出場の際には、顔立ちがTOKIOの松岡昌宏に似ていることが日本で話題になった。